# Lipomastie

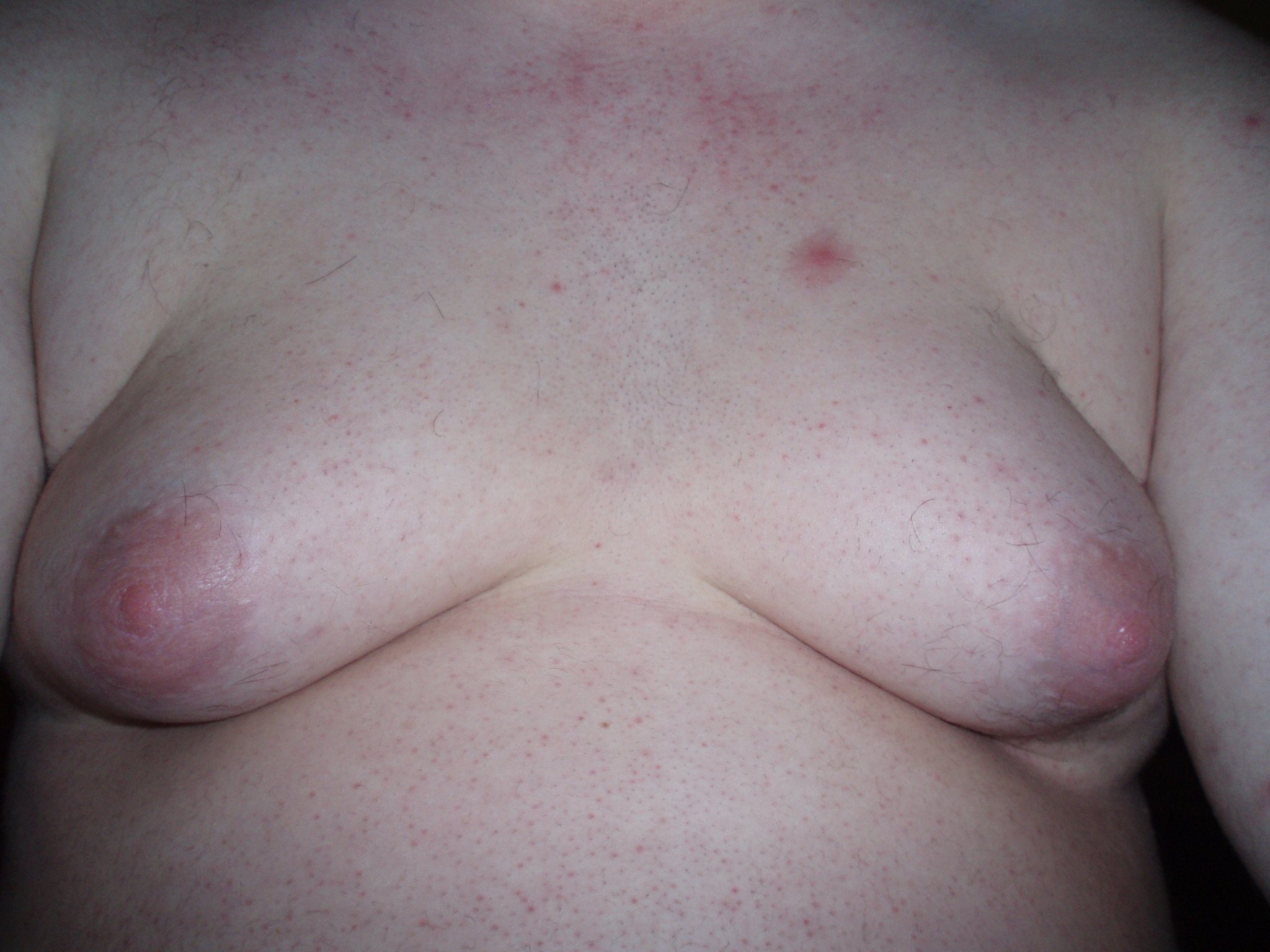
Junger Mann mit Lipomastie

Lipomastie (von griech. λίπος (lípos): Fett und μαστός (mastós): Brust, Brustwarze) ist eine Form der Pseudogynäkomastie, die bei adipösen Männern auftritt. Dabei handelt es sich um eine Vergrößerung der Brust aufgrund vermehrten Fettgewebes, aber ohne Vergrößerung des Brustdrüsenkörpers.
Die Abgrenzung zur Gynäkomastie erfolgt palpatorisch (Ertasten des Drüsengewebes) und ultrasonographisch (Sonographie der Brustdrüse). Bei der Lipomastie ist kein tastbares Drüsengewebe nachweisbar.
Bei adipösen Jugendlichen kann die Unterscheidung zwischen Lipomastie und Gynäkomastie schwierig sein; es kann auch ein Mischtyp auftreten, die sog. Lipogynäkomastie.
Pseudogynäkomastie wird nicht nur durch Fettansammlung verursacht, sondern kann auch auf submamillär (unter der Brustwarze) gelegene Hämatome, Lymphangiome (Angiome des Gefäßsystems) oder Lipome (regionale Fettgewebstumoren) zurückzuführen sein.